# Петар Надовеза
Петар Надовеза (сербохорв. Petar Nadoveza, 9 квітня 1942, Шибеник — 19 березня 2023) — югославський та хорватський футболіст, що грав на позиції нападника, а також футбольний тренер.

## Клубна кар'єра
Розпочав свою юнацьку та старшу кар'єру в «Шибенику». У молодіжній академії «Шибеника» він навчався під керівництвом Стояна Мілети, який випустив багато талановитих футболістів з цього регіону. У той час клуб виступав у Другій югославській лізі, де Надовеза грав з клубом до 1963 року.
У 1963 році він переїхав до «Хайдука», де провів наступні 10 років своєї кар'єри. Мав дивовижну швидкість і високу результативнысть. Надовеза не був дуже дисциплінованим гравцем, що призвело до багатьох конфліктів з тренерами клубу, особливо з Бранко Зебецем, але на полі він показав свою прихильність до клубу та до гри. Його любили вболівальники та персонал клубу. Найбільш знаменитий інцидент з гравцем стався в 1964 році, коли він напав на футбольного рефері Штерчега, за що отримав дискваліфікацію на 6 місяців.
У 1960-х «Хайдук» був аутсайдером в першій Югославській лізі і багато разів боролись за виживання. У сезоні 1965/66 «Хайдук» звинувачувався у проведенні договірного матчу і отримав штраф у 5 очок. Проте завдяки Надовезі, який забив 21 гол у тому сезоні, «Хайдук» зумів залишитися в першій лізі. Сам же Надовеза став найкращим бомбардиром чемпіонату. У 1967 році він допоміг «Хайдуку» виграти свій перший Кубок Югославії. Після цього він зіграв у Кубку Кубків 1967/68, таким чином дебютувавши в змаганнях під егідою УЄФА. Утим команда вилетіла вже на першому етапі від англійського «Тоттенгема» (0:2, 3:4).
Наприкінці 1960-х багато молодих талановитих гравців, таких як Юриця Єркович, Вілсон Джоні та Дражен Мужинич, приєдналися до клубу, і разом зі «старою гвардією» з Надовезою їм вдалося створити новий «Хайдук». Першим успіхом стало чемпіонство у сезоні 1970/71. Найвідоміша гра у цьому сезоні була проти «Партизана» в Белграді, де Хайдуку потрібно було 2 бали, щоб забезпечити трофей. Хайдук програвав 0:3, але в другій половині матчі Надовезі вдалося забити дві голи і мотивувати команду зробити камбек. Хайдук виграв матч 4:3 і забезпечив собі чемпіонство. А Надовеза з 20 голами вдруге у кар'єрі став найкращим бомбардиром чемпіонату Югославії. У наступному році команда з Петаром виграла свій другий югославський кубок, а в сезоні 1972/73 вона захистила трофей і досягла півфіналу Кубку Кубків, де програла «Лідс Юнайтед».
У 1973 році після 10 років у «Хайдуку», він покинув клуб і перейшов у бельгійський «Локерен», де і закінчив ігрову кар'єру у 1975 році.

## Виступи за збірну
У складі національної збірної Югославії провів лише один матч 14 травня 1967 року проти Албанії в Тирані.

## Тренерська кар'єра
Розпочав тренерську кар'єру в «Хайдуку» в 1982 році і під час свого дворічної каденції в першому сезоні став віце-чемпіоном Югославії, а потім і виграв чемпіонат Югославії в 1984 році, а також дійшов до півфіналу Кубка УЄФА 1983/84, де його вибив Тоттенгем (2:1, 0:1). Після цього два роки очолював рідний «Шибеник», але у 1988—1989 роках знову працював з «Хайдуком».
1992 року недовго попрацював з туніським «Бізертеном», а в 1995—1996 роках був тренером «Олімпії» (Любляна), з якою у 1996 році виграв Кубок Словенії.
У 2000 році вже третій раз очолив «Хайдук», з яким виграв Кубок Хорватії, здолавши у фіналі головного суперника «Динамо» (Загреб). У 2003 році він відправився в Академію «Хайдука», де працював з юнаками.
У 2004 році він замінив Зорана Вулича на посаді тренера «Хайдука» за 3 тури до кінця чемпіонату. Він зумів забезпечити стабільність в команді, і виграв з нею чемпіонат Хорватії. У липні 2004 року він став директором Академії «Хайдука». У 2006 році він також працював спортивним директором у «Хайдуку». До того встиг ще раз попрацювати за кордоном — протягом частини 2004 року був головним тренером японського «Сересо Осака».

## Титули та досягнення

### Як гравець
- Чемпіон Югославії: 1971
- Володар Кубка Югославії: 1967, 1972, 1973

### Як тренер
- Чемпіон Хорватії: 2004
- Володар Кубка Югославії: 1984
- Володар Кубка Словенії: 1996
- Володар Кубка Хорватії: 2000

### Індивідуальні
- Найкращий бомбардир чемпіонату Югославії: 1966 (21 гол), 1971 (20 голів)